# Blohm & Voss Ha 140
Blohm & Voss Ha 140 – niemiecki wodnosamolot torpedowo-bombowy.
Samolot bardzo przypominał Blohm & Voss Ha 139. Był całkowicie metalowy o skrzydłach w układzie mewy. Napęd stanowiły dwa silniki gwiazdowe BMW 132L o mocy 800 KM. Załogę stanowiły trzy osoby: pilot, operator radiowy oraz obsługa karabinu maszynowego. Wyprodukowano 3 egzemplarze.